# 今宿次雄

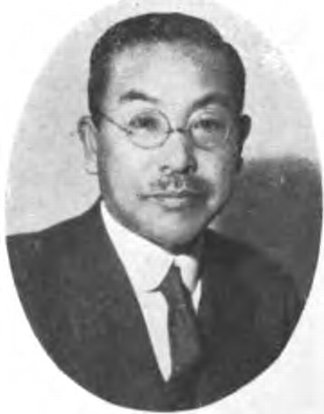
今宿次雄

今宿 次雄（いましゅく つぐお、1884年（明治17年）1月10日 - 1971年（昭和46年）9月4日）は、日本の内務官僚、政治家。官選県知事、八日市市長。旧姓・三浦。

## 経歴

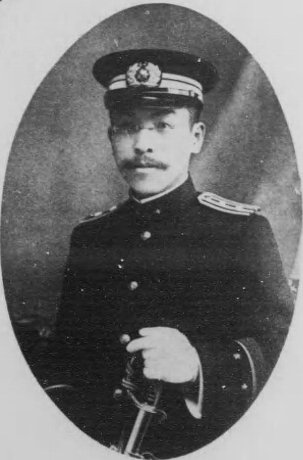
今宿次雄

京都府京都市下京区綾小路通出身。三浦寛一の二男として生まれ、今宿家の養子となる。第七高等学校造士館を卒業。1909年、東京帝国大学法科大学を卒業。同年11月、文官高等試験行政科試験に合格。農商務省に入省。内務省に転じ滋賀県属となる。
以後、滋賀県警視、同理事官、熊本県理事官、福岡県事務官、千葉県警察部長、埼玉県書記官・内務部長などを歴任。
1926年9月、沖縄県知事に就任。第1次若槻内閣総辞職に伴い1927年5月に辞任。1929年9月、佐賀県知事に就任。濱口内閣の緊縮政策により、県予算の再編成を実施。1930年7月に知事を辞職した。
知事退任後は啓成社専務理事を務めた。
1955年3月、八日市市長に当選し、市長を一期務めた。